# Zoomvegetatie

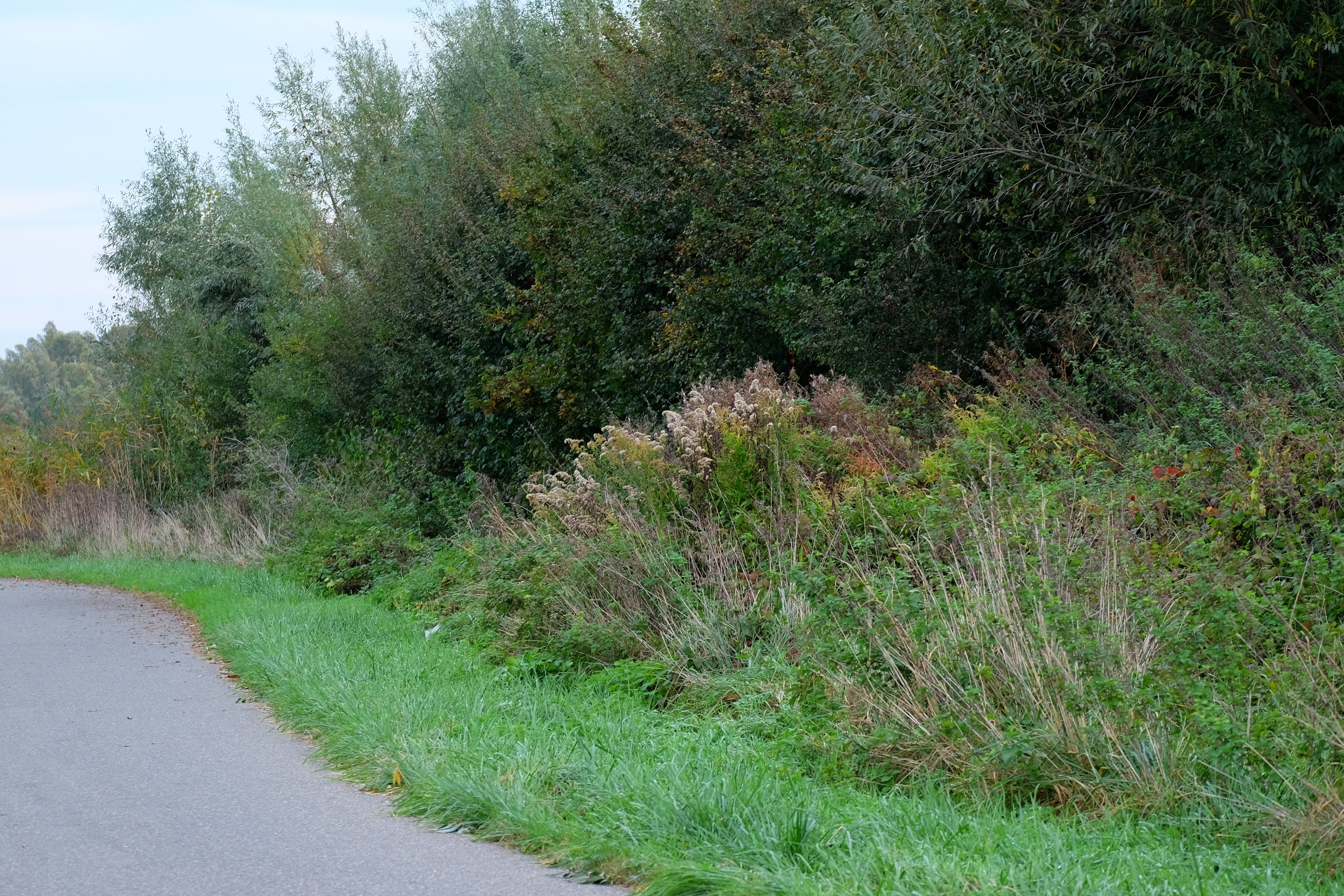
Een herfstaspect van een zoom met ruigtekruiden bij een bosrand.

Een zoom is een door kruidachtige planten (soms ook halfstruiken) gedomineerde, lintvormige begroeiing op een standplaats die aan één zijde aanzienlijk meer wordt blootgesteld aan zonlicht. Zomen groeien vooral op plekken waar relatief hoger opgaande houtige begroeiingen (zoals bossen, struwelen en lanen) grenzen aan open terreinen (zoals graslanden, akkers en wegen). De meeste zomen omvatten lintvormige ruigten. Een zoom wordt doorgaans beschouwd als een lijnvormig landschapselement of ecotoop. Bij bossen in natuurlandschappen komen zoomvegetaties vaak voor bij goed ontwikkelde mantelvegetaties.
Normaal gesproken is een zoom een vegetatie; de zoomvormende planten hebben zich er dan spontaan gevestigd. In dat geval spreekt men van een zoomvegetatie of, in het bijzonder in de vegetatiekunde, over een zoomgemeenschap. 
Incidenteel kunnen zomen ook worden ingezaaid of zelfs worden aangeplant. Deze niet spontaan gevestigde zoombegroeiingen kan men bijvoorbeeld aantreffen in heemtuinen, voedselbossen en tiny forests, waar (naar wens samengestelde) bloemrijke stroken kunnen worden ingezaaid om daar een zoombegroeiing te creëren.

## Herkomst
Het begrip 'zoom' verscheen (in vegetatiekundige context)  voor het eerst in 1952, in het klassieke werk Hecken und Gebüsche van Duits botanicus Reinhold Tüxen, waarin hij het begrip introduceerde. Evenals een zoom van een kledingstuk (een smalle omslag in de stof om deze af te hechten), 'hecht' de zoomvegetatie het struweel of het bos af.

## Syntaxonomie

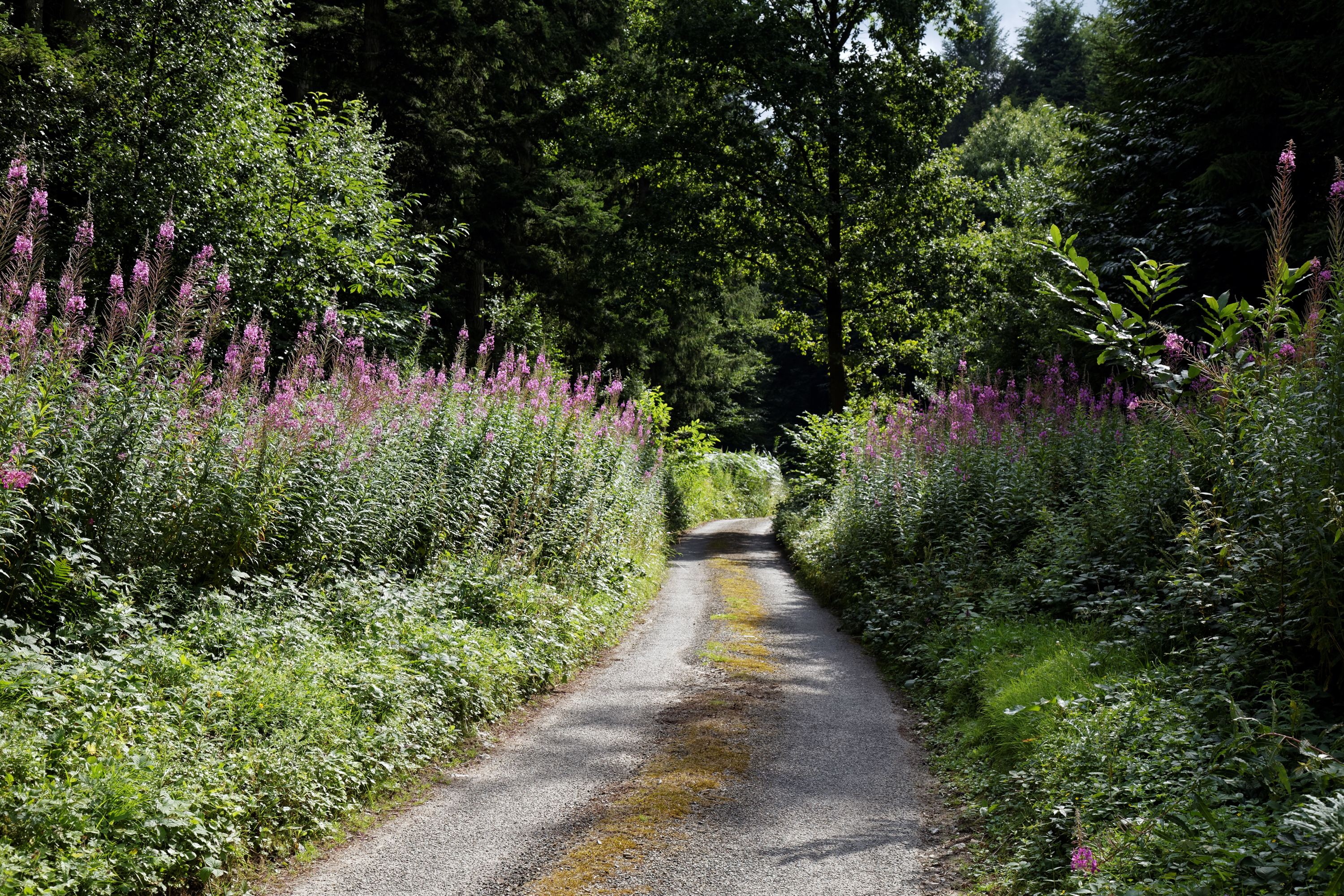
Zomen van de klasse van kapvlaktegemeenschappen, aan beide kanten van een bospad

Via de syntaxonomische benadering uit de vegetatiekunde kan een zoom worden geclassificeerd tot een plantengemeenschap van een specifiek syntaxon. In Nederland en Vlaanderen komen vijf vegetatieklassen met zoomgemeenschappen voor:
- marjolein-klasse (Trifolio-Geranietea sanguinei)
- klasse van gladde witbol en havikskruiden (Melampyro-Holcetea mollis)
- klasse van natte strooiselruigten (Convolvulo-Filipenduletea)
- klasse van kapvlaktegemeenschappen (Epilobietea angustifolii)
- klasse van nitrofiele zomen (Galio-Urticetea)

## Fauna
Zomen zijn van groot belang voor tal van diersoorten. Bloemrijke zoombegroeiingen bevatten doorgaans veel drachtplanten voor insecten en (tevens de niet-bloemrijke zoombegroeiingen) herbergen vaak veel waardplanten. Ook vormen zomen gewoonlijk een belangrijk habitat voor broedvogels.

## Fotogalerij

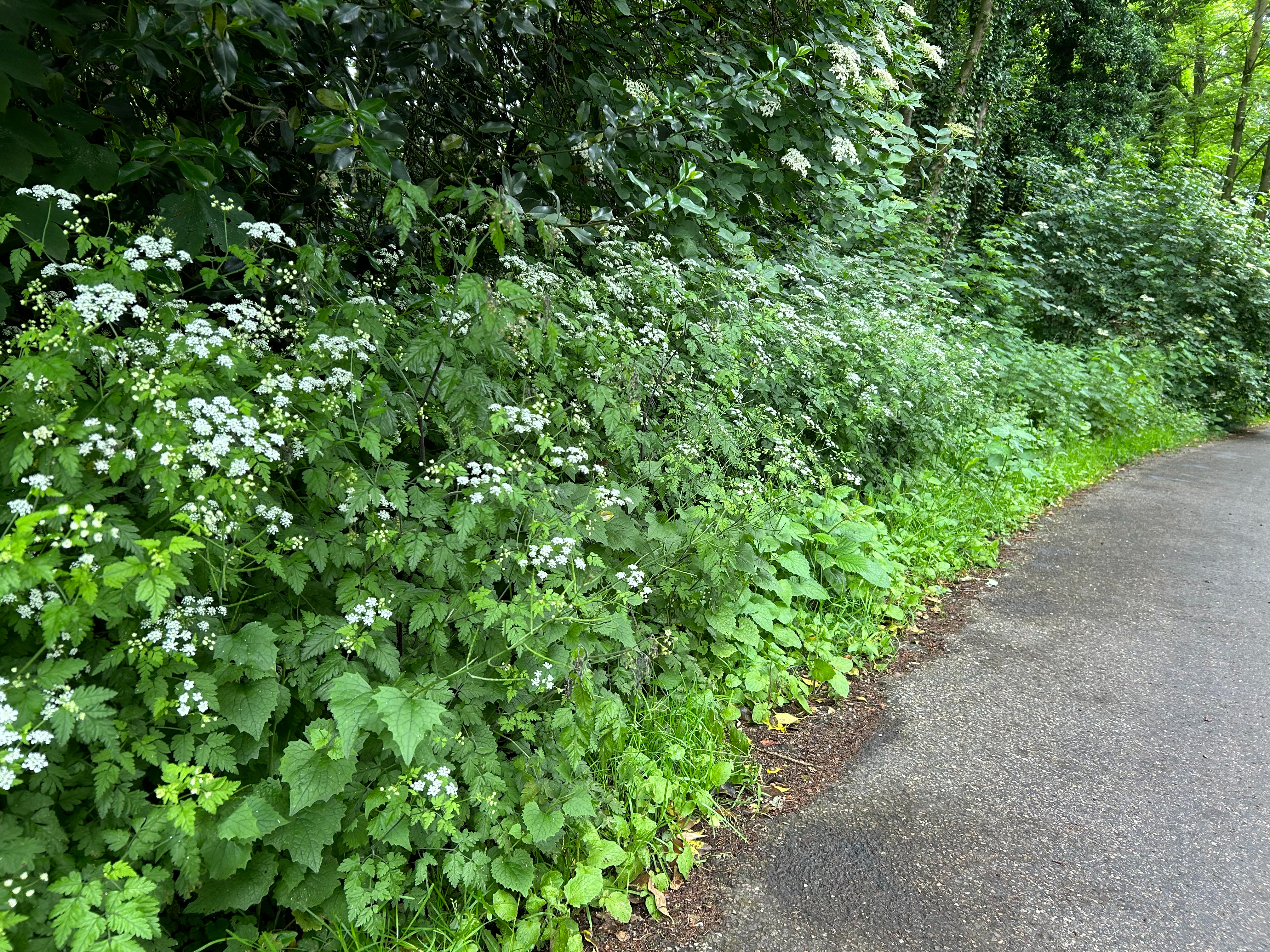
Nitrofiele zoomvegetatie van de associatie van look-zonder-look en dolle kervel langs een loofbos.
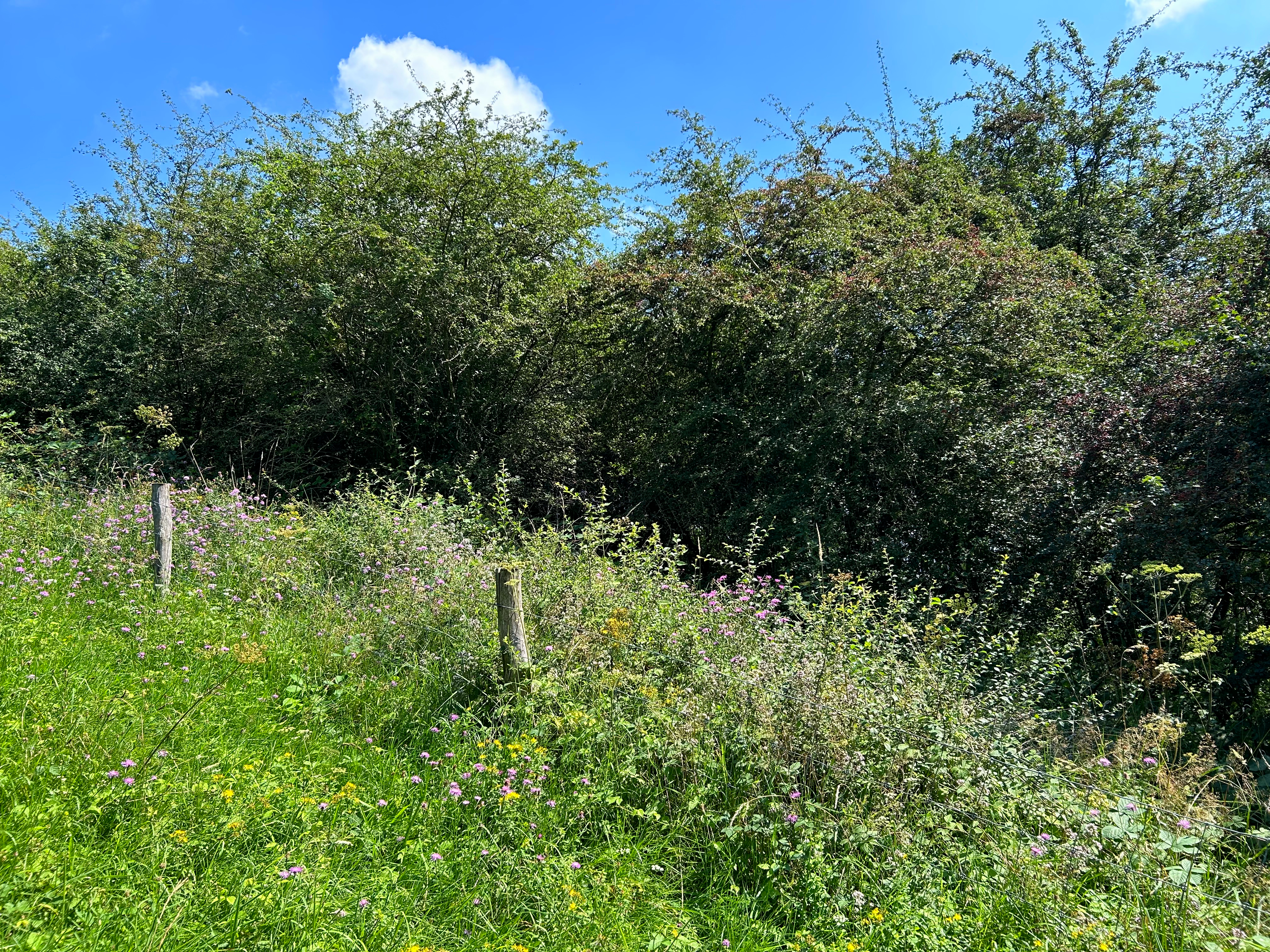
Thermofiele zoomvegetatie van de associatie van dauwbraam en marjolein langs een loofstruweel.
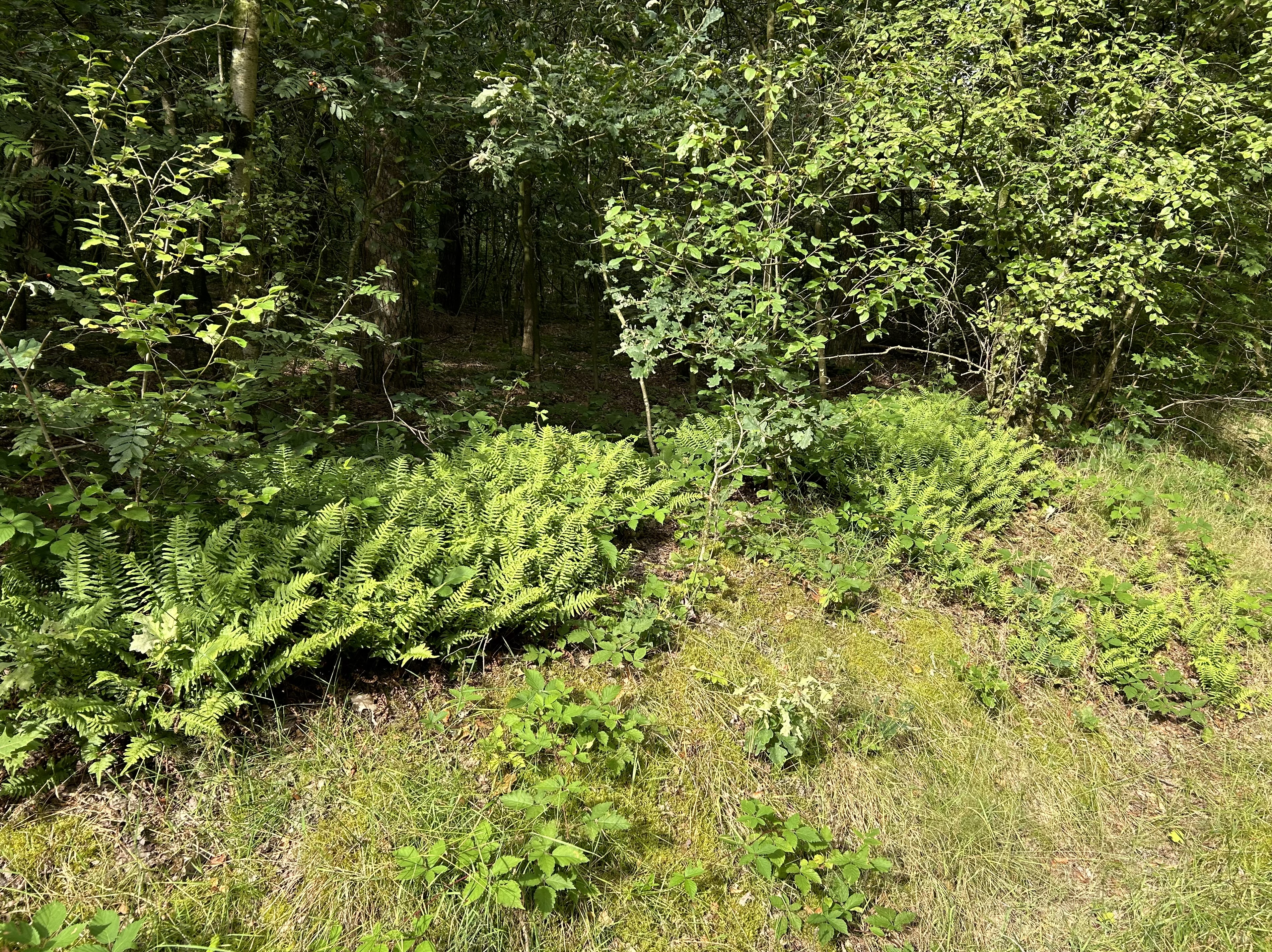
Een boszoom van de associatie van eikvaren en knopjesmos.
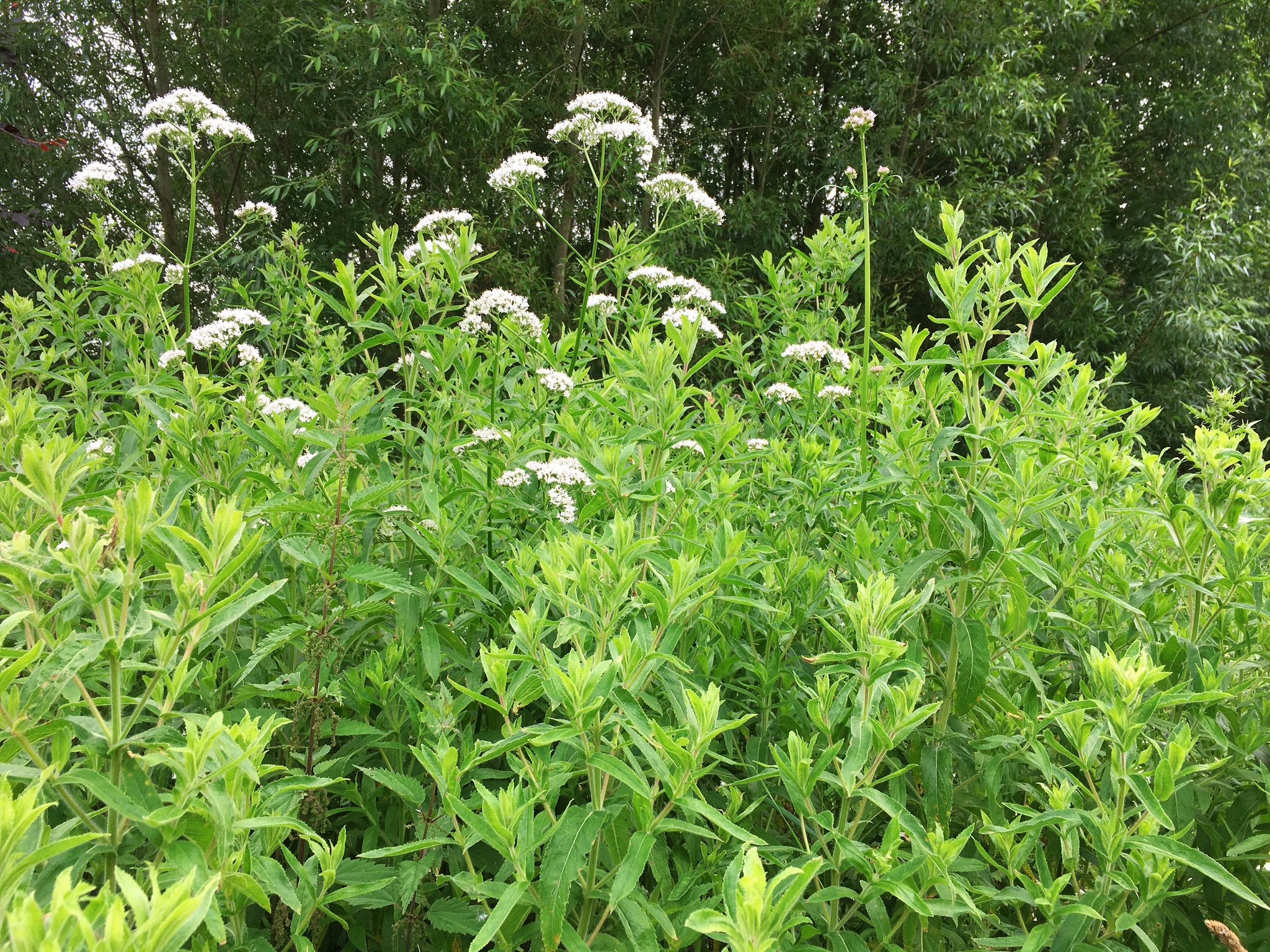
Een zoom uit de klasse van natte strooiselruigten.
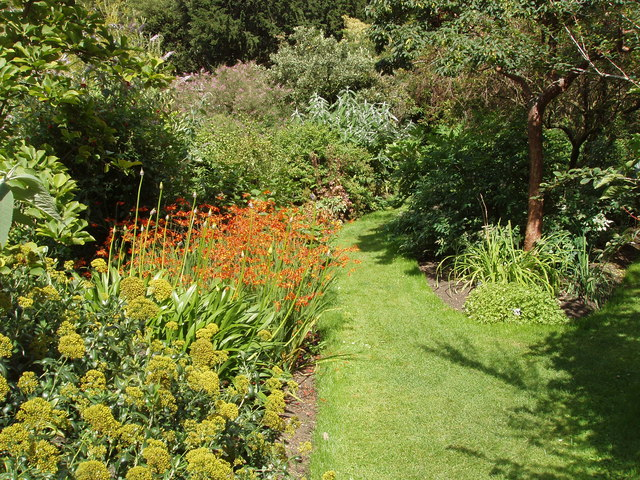
Een aangeplante (zeer onnatuurlijke) zoom in de Chelsea Physic Garden.
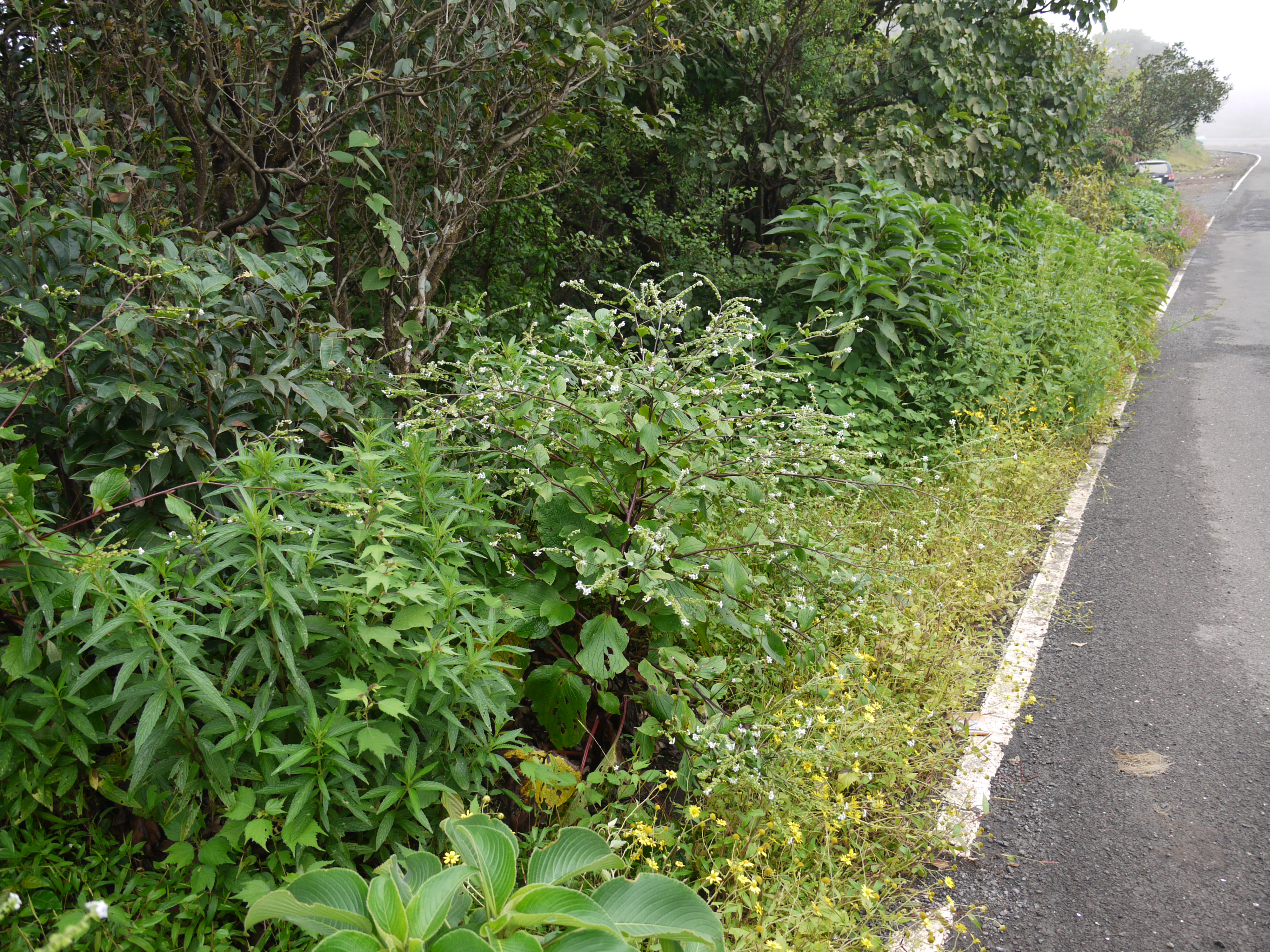
Een zoom in India.